# Mud March (manifestation suffragiste)
Ne doit pas être confondu avec Mud March (guerre de sécession).
Pour les articles homonymes, voir Mud March.
 (mars 2023).
Si vous disposez d'ouvrages ou d'articles de référence ou si vous connaissez des sites web de qualité traitant du thème abordé ici, merci de compléter l'article en donnant les références utiles à sa vérifiabilité et en les liant à la section « Notes et références ».
La United Procession of Women (« Procession unie des femmes ») est une manifestation pacifique ayant lieu le 9 février 1907 à Londres pour réclamer le droit de vote des femmes en Angleterre, plus connue sous le surnom de Mud march (« Marche dans la boue ») qui lui fut donné, après-coup, en raison des conditions météorologiques désastreuses dans lesquelles elle se déroula. Première manifestation de grande ampleur du mouvement suffragiste britannique, elle rassemble trois mille personnes, très majoritairement des femmes, qui partent de Hyde Park et défilent sous une pluie battante sur toute la longueur du parcours, arrivant à Exeter Hall trempées et couvertes de boue.
La manifestation a lieu dans un contexte d'intensification et de fragmentation du militantisme suffragiste. Dix ans après sa fondation, la National Union of Women's Suffrage Societies (« Union nationale des sociétés suffragistes féminines ») (NUWSS) et sa stratégie légaliste est fortement contestée : le Parti libéral (Royaume-Uni), qu'elle a participé à porter au pouvoir l'année précédente, semble peu enclin à honorer sa promesse d'accorder aux femmes le droit de vote. La dissidente Women's Social and Political Union (« Union sociale et politique des femmes ») (WSPU) s'est fondée en 1903 avec le slogan Deeds, not words (« Des actes, pas des mots ») et privilégie l'action directe. Ses membres, connues sous le nom de suffragettes, organisent des protestations publiques, chahuttent les politiciens, et à partir de 1905, plusieurs de ses membres sont envoyées en prison, attirant l'attention de la presse et le soutien de plus en plus de femmes.
Il s'agit, à l'époque, de la plus grande manifestation de la première manifestation de grande ampleur . La procession se déroule de Hyde Park à Exeter Hall, et rassemble plus de 3000 femmes, principalement issues de la bonne société et de l'industrie du textile, représentant près de quarante organisations. Organisée par Philippa Strachey, elle est menée par Millicent Fawcett, Jane Maria Strachey, Frances Balfour et Keir Hardie.

## Contexte et motivation
La procession est organisée par la National Union of Women's Suffrage Societies (NUWSS), principale organisation suffragiste « constitutionnaliste », c'est-à-dire opposée aux actions illégales et à la confrontation avec le pouvoir politique. Avec l'élection d'un nouveau gouvernement libéral, en 1906, les suffragistes pensent avoir gagné, mais celui-ci n'inscrit même pas le vote des femmes à l'ordre du jour du Parlement.
La déception qui en résulte mène à une crise tactique et de légitimité chez les dirigeantes du mouvement suffragiste. Emmeline Pankhurst crée la Women's Social and Political Union (« Union sociale et politique des femmes ») (WSPU), n'hésitant pas à utiliser des tactiques plus directes, y compris illégales et violentes, et attire de nombreuses militantes insatisfaites des actions de la NWUSS.